# ツベタナ・クリステワ
ツベタナ・クリステワ（Tzvetana Kristeva、1954年 - ）は、ブルガリア出身の日本文学研究者、国際基督教大学名誉教授。日本名は十文字華子。

## 経歴
ブルガリア・ソフィア生まれ。1978年、モスクワ大学アジア・アフリカ研究所日本文学科卒業。1980 - 81年、東京大学文学部国語・国文科研究生。1984年、ソフィア大学博士（文学）。
ソフィア大学東洋語・東洋文化センター日本学科主任教授、中京女子大学教授、東京大学大学院人文社会系研究科客員教授を経て、国際基督教大学教授。2000年「涙の詩学 王朝文化の詩的言語」で東京大学より博士（学術）を取得。
1986年、『枕草子』の翻訳でブルガリア文化省より文化賞（翻訳部門）受賞。1990年、太宰治『斜陽』の翻訳でブルガリア翻訳者連合賞受賞。2021年、古典の日文化基金賞芳賀徹記念・古典の日宣言特別賞を受賞。

## 邦文著作
主著
- 『水茎の跡』（ブルガリア語）ソフィア大学出版会、1994年
- 『涙の詩学 王朝文化の詩的言語』名古屋大学出版会、2001年、ISBN 4-8158-0392-7、ISBN-13:978-4-8158-0392-6。
- 『心づくしの日本語 和歌でよむ古代の思想』ちくま新書、2011年

共著
- ドナルド・キーン共著『日本の俳句はなぜ世界文学なのか』弦書房、Fukuoka Uブックレット、2014年

編著
- 『パロディと日本文化』（笠間書院、2014年）